# Łachtiejewo
Łachtiejewo (ros. Лахтеево) – wieś (ros. деревня, trb. dieriewnia) w zachodniej Rosji, w osiedlu wiejskim Pionierskoje rejonu smoleńskiego w obwodzie smoleńskim.

## Geografia
Miejscowość położona jest nad Moszną, 1,5 km od drogi regionalnej 66K-22 (Szczeczenki – Monastyrszczina), 13 km od drogi federalnej R135 (Smoleńsk – Krasnyj – Gusino), 12,5 km od drogi federalnej R120 (Orzeł – Briańsk – Smoleńsk – Witebsk), 33,5 km od drogi magistralnej M1 «Białoruś», 10 km od centrum administracyjnego osiedla wiejskiego (Sanniki), 19 km od Smoleńska.
W granicach miejscowości znajduje się ulica Lesnaja (21 posesji).

## Demografia
W 2010 r. miejscowość zamieszkiwało 9 osób.

## Osobliwości
- Starożytne gorodiszcze (V-VII w. n.e.)[5]